# 偽キリル文字

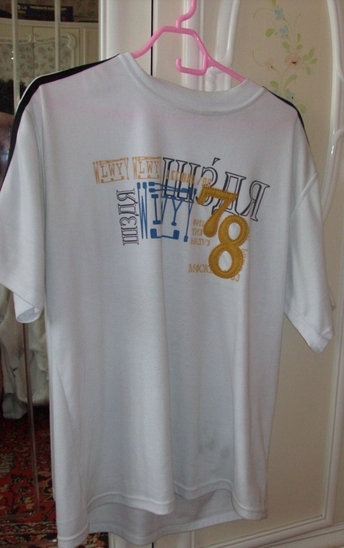
偽キリル文字の「ШЗ́ДЯ」(WEAR)が使われたTシャツ。ロシア語としては意味をなさない。

偽キリル文字（にせキリルもじ、英: faux Cyrillic, pseudo-Cyrillic）とは、ラテン文字圏を中心に使われている言葉遊びの一種で、ラテン文字を似た字形のキリル文字と置き換える表記法である。

## 概要
英語などのラテン文字の単語中に、Я (R の鏡文字) や И (N の鏡文字) のようなラテン文字に似た字形のキリル文字を混ぜるというものである。似た字形のものを使うが、А/A や С/C の様に同一形のものは使われにくい。これらは大文字では似ているものの、小文字では似ないことが多いので、原則として全文を大文字で書く必要がある。
偽キリル文字の発音は、置き換えられたラテン文字と同じものを用いる。例えば、『TETЯIS』というアタリ版などのロゴタイプで主に使われている表記は、元の通り「テトリス」と読ませるわけであるから、Я の発音は /ja/ ではなく /r/ となる。
偽キリル文字を使う目的は様々あるが、「ロシア（あるいはソ連）らしさ」を醸し出すために使われることの方が多い。前述の『TETЯIS』にもそういった狙いがある（ラテン文字からキリル文字への一般的な対応付けによる、実際のロシア語表記は "Тетрис" である）。ポール・マッカートニーのアルバム『バック・イン・ザ・U.S.S.R.』の世界共通盤CDに記した名義 "PAUL McCARTИEЧ" や、フィンランドの音楽グループ レニングラード・カウボーイズのロゴ "LЭИIИGЯAD COWBOYS" など、音楽グループをはじめとした各方面で用いられている。
ソ連・ロシアと関係ない用途でも広く使われ、ヘヴィメタルウムラウトと同様に文字装飾の一環として定着している。代表的な実例としておもちゃ屋のトイザらス（TOYSЯUS）でも英文ロゴにRの鏡文字が用いられているが、これはアルファベットを習いたての幼児が書いた誤字を意図的に図案化したものである。
この他、ラテン文字とキリル文字を並べて線対称にして特徴付ける用法も多い。カープラザ店単独販売時代における三菱・RVR（自動車の車種）のロゴやナイン・インチ・ネイルズ（米国のロックバンド）のロゴなども ЯVR, NIИ という表記を用いている。

## 転用される主な文字
| キリル文字 | ラテン文字 | IPA （ロシア語） |
| ---------- | ---------- | ---------------- |
| Я          | R          | /ja/             |
| И          | N          | /i/              |
| З          | E          | /z/              |
| Э          | E          | /e/              |
| Ш          | W          | /ʃ/              |
| Ц          | U          | /ʦ/              |
| Ф          | O          | /f/              |
| Д          | A          | /d/              |
| Ч          | Y          | /ʧ/              |
| У          | Y          | /u/              |
| Ж          | X          | /ʒ/              |
| Г          | L          | /g/              |
| г          | r          | /g/              |
| н          | h          | /n/              |

## 転用の例
- From Wikipedia, the free encyclopedia

-> FЯФM ШIКIPЗDIД, THЗ FЯЗЗ ЗИCУCLФPЗDIД
- Union of Soviet Socialist Republics

-> ЦИIФИ ФF SФVIЗT SФCIДLIST ЯЗPЦБLICS

## 日本における利用
日本語のひらがななどとは字形に類似点が見られないためか、日本語に対しての偽キリル文字利用例は多くない。
多くの場合は英語に対しての利用か、ローマ字に転化して用いられる。基本的な用途はラテン文字文化圏と変わらない。
トイザらスのロゴの場合、カタカナとひらがなのまぜ書きに写された（転写）。
テレビ朝日系列で放送されたドラマ、「TRICK(トリック)」のタイトルロゴのKは左右反転していて偽キリル文字風であるが、こういった文字が使われているわけではなく鏡文字遊びである。
一方で、ラテン文字への転用があまり行われない小文字キリル文字が、「(ﾟдﾟ)」のような顔文字の部品や、ギャル文字を構成する部品として使われるなど、独自のキリル文字転用文化が成立している。

## 備考
- キリル文字以外でも、ギリシア文字の転用（例：Σ→E, Ω→O）なども存在している。
- かつて国際化ドメイン名に対応したウェブブラウザが普及しだした頃、著名なラテン文字ドメイン名の一部をラテン文字の小文字に酷似したキリル文字に変えたドメインで閲覧者を誤認させるフィッシング詐欺も横行した（例：yahoo.com → уahoo.com など。IDNホモグラフ攻撃と呼ばれる）が、今日ではこのような紛らわしい文字が登録できるトップレベルドメインに対してはアドレスバーの URI の表示を Punycode 化することで対処している。
- ソ連（ロシア）関連の映画の演出として、題字やスタッフロールなどで見られる（レッドブル（1988）、レッド・オクトーバーを追え!（1990）など）。

## ギャラリー

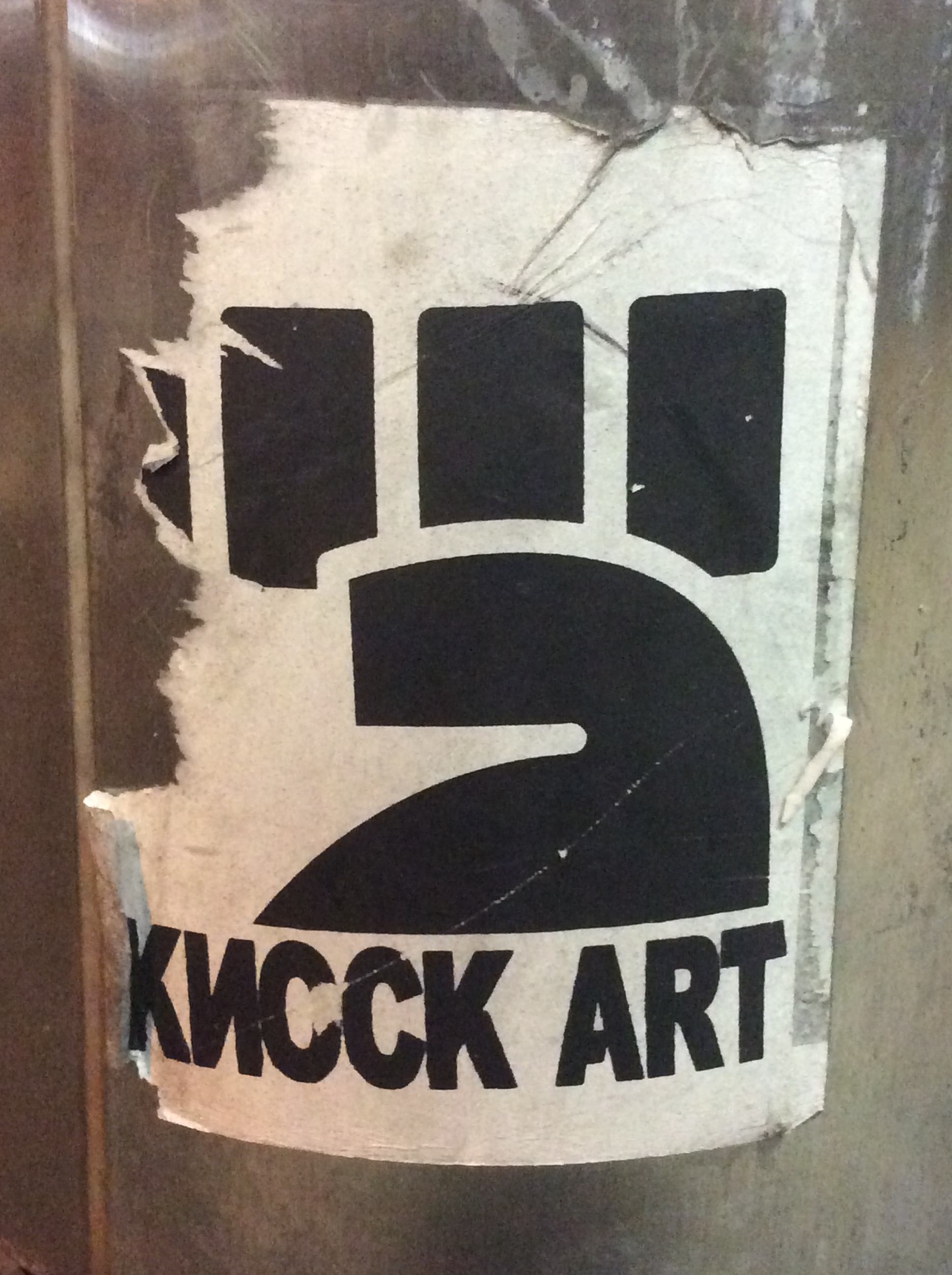
「KИOCK ART」（KNOCK ART）と書かれているステッカー。「N」が「И」のようにされている。